# 郭新志
郭新志（1956年—），山西稷山人，汉族，中华人民共和国政治人物、全国人民代表大会山西地区代表。
毕业于山西医学院医疗专业。加入农工党。担任山西省残联副理事长、山西省脑瘫康复医院院长、农工党山西省委副主委。2008年起担任全国人大代表。2013年，被选为全国人大代表。